# Земляное (Луганская область)
Земляное (укр. Земляне) — село, относится к Славяносербскому району Луганской области Украины. Под контролем самопровозглашённой Луганской Народной Республики.

## География
Соседние населённые пункты: город Александровск на юго-западе, посёлок Тепличное на юге, город Луганск на юго-западе, посёлок Металлист на востоке, сёла Шишково и Лиман на северо-востоке, Крутая Гора на северо-западе.

## Население
Население по переписи 2001 года составляло 16 человек.

## Общие сведения
Почтовый индекс — 93733. Телефонный код — 6473. Занимает площадь 0,243 км². Код КОАТУУ — 4424583902.

## Местный совет
93733, Луганская обл., Славяносербский р-н, пос. Металлист, ул. Ленина, д. 55